# Konferensen i Seneca Falls

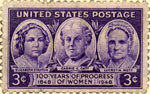
Frimärke som uppmärksammade Konferensen i Seneca Falls med titeln 100 Years of Progress of Women: 1848–1948 (Elizabeth Cady Stanton till vänster, Carrie Chapman Catt i mitten, Lucretia Mott till höger.)

Konferensen i metodistkyrkan i Seneca Falls, New York 19–20 juli 1848 var den första kvinnorättskonferensen och betecknas som startskottet för den moderna feminismen.
Elizabeth Cady Stanton och Lucretia Mott var initiativtagare till konferensen. De var båda motståndare till slaveri och deltog vid World Anti-Slavery Convention i London 1840. Kvinnorna fick sitta med och lyssna bakom ett draperi men inte yttra sig. De båda reagerade starkt på detta och redan vid detta tillfälle diskuterade de behovet av en kvinnorättskonferens, och denna blev Konferensen i Seneca Falls 1848.
Konferensen i Seneca Falls följdes av Rochester Women's Rights Convention 1850, och därefter samlades regelbundet National Woman's Rights Convention årligen fram till bildandet av American Equal Rights Association efter det amerikanska inbördeskriget.